# Motocyklowe Grand Prix Szwajcarii
Motocyklowe Grand Prix Szwajcarii – eliminacja Mistrzostw Świata Motocyklowych Mistrzostw Świata rozgrywana od 1949 do 1954 roku. Wyścigi odbywały się na torze Circuit Bremgarten.

## Lista zwycięzców
| Rok  | Data             | 125 cm³      | 250 cm³         | 350 cm³         | 500 cm³         |
| ---- | ---------------- | ------------ | --------------- | --------------- | --------------- |
| 1949 | 3 lipca 1949     | Nello Pagani | Bruno Ruffo     | Freddie Frith   | Leslie Graham   |
| 1950 | 23 lipca 1950    |              | Dario Ambrosini | Leslie Graham   | Leslie Graham   |
| 1951 | 27 maja 1951     |              | Dario Ambrosini | Leslie Graham   | Fergus Anderson |
| 1952 | 18 maja 1952     |              | Fergus Anderson | Geoff Duke      | Jack Brett      |
| 1953 | 23 sierpnia 1953 |              | Reg Armstrong   | Fergus Anderson | Geoff Duke      |
| 1954 | 22 sierpnia 1954 |              | Rupert Hollaus  | Fergus Anderson | Geoff Duke      |